# Saarijärvi (Pajala socken, Norrbotten, 754724-181166)
Saarijärvi är en sjö i Pajala kommun i Norrbotten och ingår i Torneälvens huvudavrinningsområde.